# Airplay
Airplay je termín používaný v rozhlasovém průmyslu pro určení hranosti dané skladby v rozhlasové stanici. Termín je také používán v hudebních televizních stanicích pro určení hranosti videoklipů. Ve většině zemí je alespoň jeden žebříček, který bere v úvahu hranost dané skladby v rozhlasových stanicích (Radio Airplay Chart).